# Saltos ornamentais nos Jogos Pan-Americanos de 2011 - Plataforma de 10 m individual feminino
A competição do plataforma de 10 m individual feminino foi um dos eventos dos saltos ornamentais nos Jogos Pan-Americanos de 2011, em Guadalajara. Foi disputada no Centro Aquático Scotiabank no dia 26 de outubro.

## Calendário
Horário local (UTC-6).
| Data          | Horário | Fase         |
| ------------- | ------- | ------------ |
| 26 de outubro | 10:00   | Preliminares |
| 26 de outubro | 21:00   | Finais       |

## Medalhistas
| Ouro   | MEX Paola Espinosa   |
| Prata  | MEX Tatiana Ortiz    |
| Bronze | CAN Meaghan Benfeito |

## Resultados

### Preliminares
| Pos. | Saltadora        | País               | Pontos  | Pontos  | Pontos  | Pontos  | Pontos  | Pontos | Pontos | Pontos |
| Pos. | Saltadora        | País               | Salto 1 | Salto 2 | Salto 3 | Salto 4 | Salto 5 | Total  | Obs.   |        |
| ---- | ---------------- | ------------------ | ------- | ------- | ------- | ------- | ------- | ------ | ------ | ------ |
| 1    | Tatiana Ortiz    | MEX México         | 72.00   | 69.30   | 72.60   | 56.00   | 75.20   | 345.10 | Q      |        |
| 2    | Paola Espinosa   | MEX México         | 67.50   | 72.60   | 54.45   | 75.20   | 70.40   | 340.15 | Q      |        |
| 3    | Roseline Filion  | CAN Canadá         | 54.40   | 69.30   | 52.50   | 75.90   | 70.40   | 322.50 | Q      |        |
| 4    | Meaghan Benfeito | CAN Canadá         | 62.40   | 49.50   | 63.00   | 79.20   | 67.20   | 321.30 | Q      |        |
| 5    | Amy Korthauer    | USA Estados Unidos | 75.20   | 43.50   | 65.25   | 62.40   | 62.70   | 309.05 | Q      |        |
| 6    | María Betancourt | VEN Venezuela      | 55.50   | 63.00   | 60.90   | 67.20   | 47.25   | 293.85 | Q      |        |
| 7    | Amelia Cozad     | USA Estados Unidos | 55.50   | 62.40   | 31.35   | 62.40   | 67.65   | 279.30 | Q      |        |
| 8    | Annia Rivera     | CUB Cuba           | 58.80   | 63.00   | 21.75   | 67.20   | 57.60   | 268.35 | Q      |        |
| 9    | Carolina Murillo | COL Colômbia       | 60.00   | 27.20   | 52.20   | 69.75   | 44.65   | 253.80 | Q      |        |
| 10   | Andressa Mendes  | BRA Brasil         | 48.00   | 47.25   | 60.90   | 34.50   | 62.40   | 253.05 | Q      |        |
| 11   | Natali Cruz      | BRA Brasil         | 58.80   | 49.30   | 51.00   | 46.40   | 20.25   | 225.75 | Q      |        |
| 12   | Lisette Ramírez  | VEN Venezuela      | 63.00   | 39.15   | 34.80   | 28.80   | 51.20   | 216.95 | Q      |        |
| 13   | Angely Martínez  | PUR Porto Rico     | 36.45   | 31.20   | 58.80   | 37.70   | 42.00   | 206.15 |        |        |

### Finais
| Pos.              | Saltadora        | País               | Pontos  | Pontos  | Pontos  | Pontos  | Pontos  | Pontos | Pontos |
| Pos.              | Saltadora        | País               | Salto 1 | Salto 2 | Salto 3 | Salto 4 | Salto 5 | Total  |        |
| ----------------- | ---------------- | ------------------ | ------- | ------- | ------- | ------- | ------- | ------ | ------ |
| Medalha de ouro   | Paola Espinosa   | MEX México         | 69.00   | 59.40   | 72.60   | 84.80   | 84.80   | 370.06 |        |
| Medalha de prata  | Tatiana Ortiz    | MEX México         | 72.00   | 61.05   | 79.20   | 80.00   | 76.80   | 369.05 |        |
| Medalha de bronze | Meaghan Benfeito | CAN Canadá         | 52.80   | 75.90   | 75.00   | 82.50   | 72.00   | 358.20 |        |
| 4                 | Roseline Filion  | CAN Canadá         | 60.80   | 69.30   | 64.50   | 74.25   | 76.80   | 345.65 |        |
| 5                 | Andressa Mendes  | BRA Brasil         | 51.60   | 56.70   | 56.55   | 49.50   | 65.60   | 279.95 |        |
| 6                 | María Betancourt | VEN Venezuela      | 46.50   | 51.80   | 47.85   | 67.20   | 60.75   | 274.10 |        |
| 7                 | Annia Rivera     | CUB Cuba           | 58.80   | 63.00   | 26.10   | 59.20   | 60.80   | 267.90 |        |
| 8                 | Carolina Murillo | COL Colômbia       | 43.50   | 56.00   | 63.80   | 52.70   | 46.55   | 262.55 |        |
| 9                 | Amy Korthauer    | USA Estados Unidos | 72.00   | 63.00   | 50.75   | 41.60   | 34.65   | 262.00 |        |
| 10                | Amelia Cozad     | USA Estados Unidos | 49.50   | 60.80   | 42.90   | 48.00   | 59.40   | 260.60 |        |
| 11                | Lisette Ramírez  | VEN Venezuela      | 36.00   | 36.45   | 62.35   | 59.20   | 48.00   | 242.00 |        |
| 12                | Natali Cruz      | BRA Brasil         | 54.60   | 55.10   | 54.00   | 18.85   | 36.45   | 219.00 |        |

### Remo
| S | Classificado(a) para as semifinais |    |                        | FA | Final A (disputa de medalhas) |  |  | FD | Final D (sem medalhas) |
| Q | Classificado(a) para as quartas    | FB | Final B (sem medalhas) | FE | Final E (sem medalhas)        |  |  |    |                        |
| R | Classificado(a) para a repescagem  | FC | Final C (sem medalhas) | FF | Final F (sem medalhas)        |  |  |    |                        |